# Малая Пелопоннесская война
Малая Пелопоннесская война (Первая Пелопонесская война) — война 460—445 гг. до н. э. между Спартой, лидером Пелопоннесского союза, и её союзниками, и Афинами, лидером Афинского морского союза, и их союзниками.
Война представляла собой серию локальных столкновений, как, например, Вторая Священная война. Завершил её Тридцатилетний мир, подписанный в 445 г. до н. э.

## Причины войны
Афины и Спарта были союзниками во время Греко-персидских войн и были лидерами греков во время сухопутных кампаний. Однако благодаря усилиям Фемистокла Афины обладали самым крупным флотом среди всех греческих городов, а Спарта, всегда опасавшаяся восстаний илотов, не могла себе позволить отвлекать большие силы на длительные военные экспедиции.
Афиняне под руководством того же Фемистокла выстроили Длинные стены, обезопасив Афины и порт Пирей от атак с суши, несмотря на резкое недовольство спартанцев. В 477 году до н. э. с образованием Афинского морского союза Спарта окончательно уступила гегемонию на море Афинам.
В 465 году до н. э. после сильного землетрясения в Спарте восстали илоты. Восстание охватило значительную территорию, а илоты даже решились предпринять поход на саму Спарту. Убедившись в том, что не смогут подавить восстание своими силами, спартанцы обратились к своим союзникам, в том числе к Афинам. Афинский контингент прибыл с большим опозданием, и спартанцы, уже локализовавшие восстание, заподозрили афинян в сочувствии к восставшим и отослали их обратно. Афиняне, оскорблённые таким ответом спартанцев, резко сменили вектор внешней политики, заключив союз с Фессалией и с традиционно враждебным Спарте Аргосом. Афины также добились выхода из Пелопоннесского союза и присоединения к Афинскому морскому союзу Мегар, чем преградили Спарте и Коринфу путь в Среднюю Грецию. Вскоре после этого афинский флот разбил объединённый флот эгинян и пелопоннессцев и осадил Эгину. В то же время афиняне закончили строительство Длинных стен. Теперь они, располагая мощным флотом и неприступным по тем временам укреплённым районом в Аттике, могли ответить на любой вызов.

## Ход боевых действий
В 457 г. до н. э. спартанцы вместе с союзниками переправились в Среднюю Грецию. Вместе с войсками фиванцев они создали непосредственную угрозу Аттике. Афиняне с союзниками были вынуждены выступить им навстречу. В упорной битве при Танагре афиняне потерпели поражение, в котором немаловажную роль сыграло предательство фессалийской конницы. Тем не менее афиняне отступили в полном порядке, а спартанцы были слишком обескровлены, чтобы решиться на вторжение в Аттику. Спартанцы вернулись домой через область Мегары, афинские гарнизоны не решились преградить им путь и воспрепятствовать разорению оливковых рощ.
Афиняне сумели довольно быстро восстановиться. Они вторглись в Беотию, и в битве при Энофитах, ровно через два месяца после поражения при Танагре, наголову разбили беотийцев. Вся Беотия, Фокида и Озольская Локрида были вынуждены подчиниться Афинам. В том же году пала Эгина, брошенная пелопоннессцами на произвол судьбы.
Весной 456 г. до н. э. афиняне под командованием Толмида предприняли морской поход вокруг Пелопоннеса. Афиняне разорили спартанский остров Кифера, верфи в Гитии, вышли в Ионическое море, где к Афинскому морскому союзу присоединили острова Закинф и Кефаллению. Кроме того, афиняне высадились около Сикиона, где в сухопутной битве победили его жителей.
Успехи Афин были омрачены катастрофой в Египте в 454 г. до н. э., где погиб значительный афинский экспедиционный корпус. Неудачей закончился также поход в Фессалию, где афиняне хотели восстановить власть фессалийского правителя Ореста. Блокированные фессалийской конницей и неспособные бороться с ней, афинские пехотинцы были вынуждены бесславно вернуться домой.
Однако афиняне показали, что отнюдь не сломлены поражением. Перикл предпринял поход на Пелопоннес: он победил жителей Сикиона в сухопутном сражении, на кораблях переправился в Акарнанию, где некоторое время безуспешно осаждал Эниады, и снова вернулся в Афины.
В 449 г. до н. э. Афины и их союзники подписали с Персией Каллиев мир, завершивший Греко-Персидские войны. В это же время вспыхнула Вторая Священная война (449—447 гг. до н. э.), вызванная тем, что союзные Афинам фокидяне захватили Дельфы. Дельфийская олигархия обратилась к спартанцам, которые выдворили фокидян из Дельф. Афинские войска, руководимые самим Периклом, вошли в Дельфы и снова отдали их в руки фокидян.
В 447 г. до н. э. началось восстание беотийских городов против владычества Афин. При поддержке всего населения демократическое правительство Беотии было свергнуто, а афинские войска, отправленные на подавление восстания, после первоначальных успехов были уничтожены у Коронеи.
Сразу после катастрофы под Коронеей вспыхнуло восстание на Эвбее. От Афин отпала Мегара, вступившая в сговор с Коринфом и Сикионом, а афинские гарнизоны были везде уничтожены. Спаслись лишь немногие афиняне, бежавшие из Мегары в мегарский порт Нисею. Тогда же в Аттику вторглась спартанская армия под командованием царя Плистоанакта.
Перикл предпринял самые решительные меры для ликвидации серьёзной угрозы, нависшей над Афинами. Спартанцы, опустошившие некоторые районы Аттики и дошедшие до Элевсина, неожиданно повернули назад, причём современники считали, что Плистоанакт получил от Перикла крупную взятку в 10 талантов, хотя спартанцы просто не решились штурмовать афинские стены. Спартанцы ещё находились в Аттике, когда Перикл с 50-ю кораблями и сильным войском в 5 тыс. гоплитов высадился на Эвбее и начал заново подчинять один город за другим, которым не стали помогать ни беотийцы, связанные мирным договором, ни спартанцы, не располагающие своим флотом. Один из эвбейских городов — Гестея — был в наказание очищен от жителей и заселён афинскими колонистами, другие — лишились части территории. Все жители Эвбеи были вынуждены принести присягу Афинам под угрозой лишения гражданских прав и конфискации имущества.

## Мирный договор
В конце 446 г. до н. э. в Спарту отправилось официальное афинское посольство. Уход Афин из Беотии показал, что Афины отказались от гегемонии на материке, а неоказание Спартой помощи Эвбее продемонстрировало их отказ от вмешательства в дела Афинского морского союза. Афины и Спарта заключили мирный договор на 30 лет на основе раздела сфер влияния.
В мирном договоре говорилось, что афиняне отказываются от всех земель и городов, захваченных ими на Пелопоннесе. Обе стороны обязались не принимать в свои союзы города-перебежчики. Города, не находящиеся в составе союзов, могли вступить в них по своему усмотрению. Эгина получала определённую автономию, а Аргос, не участвующий в этом договоре, мог заключить с Афинами отдельный договор. Все споры между Афинами и Спартой должны были решаться путём переговоров или через третейский суд.
Мирный договор действовал до 431 г. до н. э., когда началась Пелопоннесская война.